# Three Stories and Ten Poems
Three Stories and Ten Poems (1923) was de eerste verhalenbundel van Ernest Hemingway; het was ook zijn eerste gepubliceerde werk. De collectie werd in eigen beheer uitgegeven in een oplage van 300 exemplaren door Robert McAlmon's "Contact Publishing" in Parijs. 
De drie verhalen zijn:
- "Up in Michigan"
- "Out of Season"
- "My Old Man"

De tien gedichten zijn: 
- "Mitraigliatrice"
- "Oklahoma"
- "Oily Weather"
- "Roosevelt"
- "Captives"
- "Champs d'Honneur"
- "Riparto d'Assalto"
- "Montparnasse"
- "Along With Youth"
- "Chapter Heading"